# دارین ۲
دارین ۲ (به انگلیسی: Darien II) یک کشتی بود که طول آن ۱۷۵ فوت ۴ اینچ (۵۳٫۴۴ متر) بود. این کشتی در سال ۱۸۹۲ ساخته شد.